# Meilenstein (Emseloh)

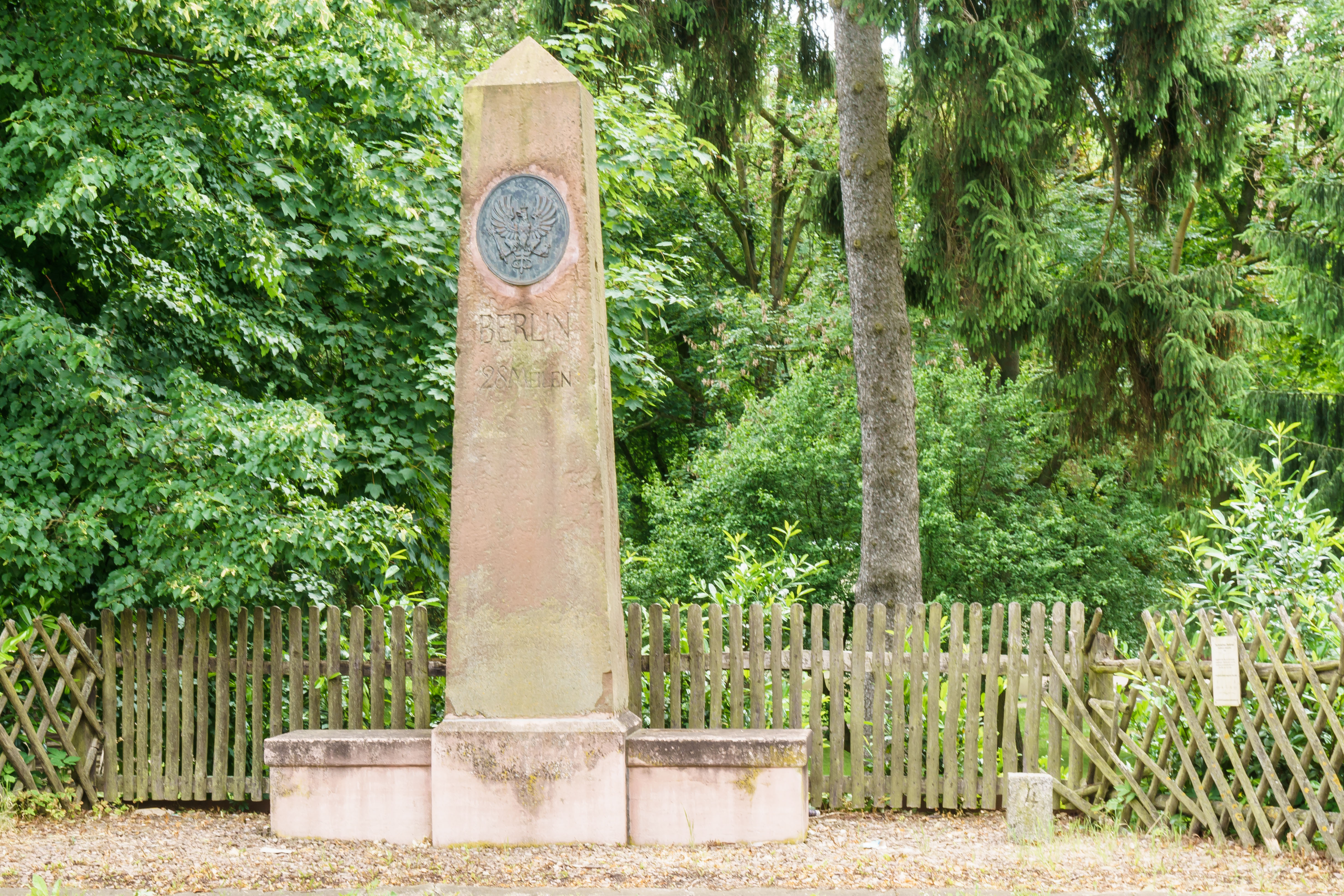
Ganzmeilenobelisk in Emseloh

Der Meilenstein von Emseloh ist ein preußischer Ganzmeilenstein in der Stadt Allstedt im Landkreis Mansfeld-Südharz in Sachsen-Anhalt.
Emseloh befindet sich an der historischen Verbindung von Halle (Saale) nach Nordhausen und damit auch an der Chaussee von Berlin nach Kassel, deren Teilstück hier in den Jahren 1824 bis 1826 erbaut wurde. Der preußische Ganzmeilenobelisk steht heute an der südlichen Straßenseite der Eisleber Straße (L 151) beim Parkeingang gegenüber dem Herrenhaus des Dorfes und gibt die Entfernung nach Berlin mit 28 Meilen an. Das entspricht knapp 211 Kilometern. Zudem finden sich an dem Distanzstein die Angaben „Sangerhausen 1 1/8 Meile“ (8,5 km) und „Eisleben 1 1/2 Meile“ (11,3 km).
Bis zum Jahr 2002 stand der Meilenstein zwischen Emseloh und Riestedt an der nördlichen Straßenseite bei der Ampelkreuzung. Hier war er teilweise verschüttet, weder die Ruhebänke noch die Basis waren vorhanden. Auch das war allerdings nicht sein historischer Standort, sondern dorthin wurde er vor 1970 umgesetzt. An beiden Standorten steht er deutlich zu nah beim vorherigen Viertelmeilstein östlich von Emseloh. Bereits im Jahr 1985 bekam er seine preußische Adlerplatte wieder. Bei der Umsetzung wurde der Stein, der aus rotem Kyffhäuser Sandstein besteht, saniert und die fehlenden Teile wurden aus Beton nachgebildet. Zudem erhielt der Meilensteine eine Erklärungstafel der Forschungsgruppe Meilensteine, die die wichtigsten Daten nennt.
Die heutige Gesamthöhe des unter Denkmalschutz stehenden Meilensteins beträgt 3,8 Meter. Im Denkmalverzeichnis ist er mit der Erfassungsnummer 094 80308 als Kleindenkmal eingetragen. Neben ihm befindet sich ein recht unscheinbarer Kilometerstein, der die Zahl 4 an der Straßenseite und die 5 an der Westseite und Ostseite trägt.